# Grau de dissociació
El grau de dissociació α es defineix com el quocient entre el nombre de mols dissociats i el nombre total de mols d'un electròlit quan es dissol. Pot variar entre zero i la unitat.
Per exemple podem suposar un electròlit binari del tipus Mν+Xν-, que assoleix l'equilibri de dissociació en aigua segons la següent equació:
Si es dissolen n mols de l'electròlit, a l'estat d'equilibri hi haurà els següents mols:
Els electròlits forts es dissocien completament i el seu grau de dissociació val la unitat.
Els electròlits febles es dissocien parcialment i el seu grau de dissociació varia entre zero i la unitat. A major dilució major és el grau de dissociació i per a una dilució infinita l'electròlit feble pot estar completament dissociat, és a dir, α∞ = 1, però no necessàriament, α∞ ≠ 1.

## Relació amb la constant d'equilibri
Quan s'assoleix l'equilibri químic les concentracions de totes les espècies químiques es mantenen constants i es pot definir una constant d'equilibri. Aquesta constant d'equilibri es pot relacionar amb el grau de dissociació, la qual cosa permet calcular-ne una si es disposa de l'altra. Anomenarem c a la concentració molar inicial de l'electròlit sense dissociar, o sigui 110%, on V és el volum de la dissolució. L'expressió general per a un electròlit qualsevol serà:
En el cas més senzill, però molt comú, l'electròlit es dissocia en dos ions, catió i anió, com ara els àcids, les bases i moltes sals. L'expressió que relaciona la seva constant d'equilibri amb el grau de dissociació resulta molt simple:

## Determinació del grau de dissociació

### A partir de les propietats col·ligatives
El químic holandès Jacobus Henricus van 't Hoff va descobrir que la pressió osmòtica mesurada de forma experimental amb soluts electròlits s'allunyaven molt dels valors predits per la seva equació teòrica que dona valors coincidents amb l'experiència pel cas de soluts no electròlits. Aquestes dades, que es confirmaren també per la resta de propietats col·ligatives, el conduïren a introduir l'anomenat factor de van't Hoff, un factor empíric simbolitzat per i, i definit com el quocient entre el valor experimental de la propietat col·ligativa mitjana i el valor teòric que es dedueix amb les equacions de Raoult.

A la taula adjunta s'observen valors de i per a alguns electròlits en dissolució aquosa obtinguts mitjançant mesures crioscòpiques. Pot observar-se com els valors de i augmenten en augmentar la dilució i tendeixen a valors sencers (2, 3, 4,..) quan les dissolucions són molt diluïdes, són els valors límit de i. En els electròlits febles, com ara l'àcid acètic, aquesta tendència només es manifesta a molt alta dilució.
|            |            | KCl  | KCl  | HCl  | HCl    | CH₃COOH | CH₃COOH | BaCl₂ | BaCl₂ | K₃Fe(CN)₆ | K₃Fe(CN)₆ |
| m (mol/kg) | m (mol/kg) | i    | α    | i    | α      | i       | α       | i     | α     | i         | α         |
| 0,001      | 0,001      | 1,97 | 0,97 | 1,98 | 0,98   | 1,12    | 0,12    | 2,85  | 0,925 | 3,82      | 0,94      |
| 0,01       | 0,01       | 1,94 | 0,94 | 1,94 | 0,94   | 1,05    | 0,05    | 2,71  | 0,855 | 3,37      | 0,79      |
| 0,1        | 0,1        | 1,85 | 0,85 | 1,89 | 0,89   | 1,02    | 0,02    | 2,53  | 0,765 | 2,85      | 0,62      |
| 1          | 1          | 1,75 | 0,75 | 2,12 | (1,12) | 0,96    | (-0,04) | 2,80  | 0,900 | 2,45      | 0,48      |

Per explicar el factor i de van't Hoff el químic suec Arrhenius emprà la seva teoria de la dissociació electrolítica, segons la qual les molècules dels electròlits es dissocien en major o menor extensió en ions carregats elèctricament, capaços de transportar el corrent elèctric, i existint un equilibri entre les molècules no dissociades i els ions. Per tant, en dissolució hi ha més partícules que les que s'han dissolt, ja que aquestes es rompen, es dissocien, en parts més petites. Totes les propietats col·ligatives depenen del nombre total de partícules en dissolució, de manera que en una dissolució d'electròlits tendrem més partícules que les dissoltes, les quals s'han de tenir en compte per a calcular la concentració total.
Per exemple podem suposar un electròlit binari del tipus Mν+Xν-, que assoleix l'equilibri de dissociació en aigua segons la següent equació:
Si es dissolen n mols de l'electròlit, a l'estat d'equilibri hi haurà els següents mols en funció del grau de dissociació α:

El factor i de van't Hoff també és el quocient entre el nombre total de partícules que existeixen en la dissolució i el nombre de mols n de solut (com si no estigués dissociat), és a dir:
que correspon al cas d'un electròlit feble, que està parcialment dissociat, i permet determinar els graus de dissociació a partir de mesures de les propietats col·ligatives.

Per a un electròlit fort totalment dissociat 110%, i l'equació anterior es redueix a:
Per tant, en els electròlits forts el valor límit del factor i de van't Hoff és igual al nombre d'ions formats; així: un mol de HCl o de NaCl es converteixen en 2 mols en dissociar-se, un de Cl- i un altre de H+ o de Na+, respectivament; un mol de K₂SO₄, en 3 mols, un de SO₄2- i 2 de K+; un mol de AlCl₃, en 4 mols, tres de Cl- i un de Al3+.
En general, els factors i de van't Hoff augmenten en disminuir la concentració de l'electròlit i s'aproximen al valor límit de la dilució infinita.
Els valors del grau de dissociació, α, obtinguts mitjançant aquestes consideracions són acceptables a altes dilucions, però a concentracions elevades apareixen amb freqüència valors molt distints dels esperats, o valors completament absurds (majors que u, com el de l'HCl; o negatius, com el del CH₃COOH, que figuren a la taula anterior). Tampoc el factor i de van't Hoff no assoleix el valor del nombre sencer fins a altes dilucions pels electròlits forts. Aquestes divergències són degudes a interaccions entre els ions, interaccions ió-dissolvent i a associacions d'ions per a formar molècules neutres.

### A partir de mesures de conductivitat
La determinació del grau de dissociació pot realitzar-se a partir de la conductivitat de la dissolució deguda exclusivament als ions presents. En aplicar a la dissolució una diferència de potencial, els ions es desplacen cap als electrodes de signe oposat (anions cap a l'ànode i cations cap al càtode) amb una velocitat que depèn del gradient de potencial elèctric. El corrent elèctric en les dissolucions dels electròlits és un doble corrent d'ions i la Intensitat elèctrica depèn del nombre d'ions i de la seva velocitat.
La velocitat dels ions s'anomena mobilitat iònica i és una constant característica de cada ió. Les mobilitats iòniques varien entre 4 i 0,000 8 cm/s, i únicament els ions oxoni i hidroxil les tenen superiors (0,003 62 cm/s i 0,002 05 cm/s respectivament a 25 °C).
Svante August Arrhenius, el 1887, proposà un mètode per calcular el grau de dissociació a partir de mesures de conductivitat. Arrhenius suposà que la mobilitat dels ions no canvia amb la concentració i, en conseqüència, que la conductivitat equivalent varia tan sols en funció del nombre d'ions formats per un equivalent d'electròlit. Determinà que la conductivitat equivalent d'un electròlit és:
on u+ i u- són les mobilitats iòniques, això és, les velocitats dels ions en un camp elèctric unitat, d'1 N/C.
Com que a dilució infinita α val 1 resulta que:
equació que permet calcular els graus de dissociació.
Els valors dels graus de dissociació dels electròlits calculats a partir de mesures de conductivitat presenten una variació amb la dilució més regular i més d'acord amb les prediccions, i al comparar-los amb els valors obtinguts a partir de propietats col·ligatives s'observa només concordança a altes dilucions.
|           |           | KCl    | HCl    | CH₃COOH | BaCl₂  | K₃Fe(CN)₆ |
| m (mol/l) | m (mol/l) | α      | α      | α       | α      | α         |
| 0,001     | 0,001     | 0,9806 | 0,9888 | 0,124   | 0,9596 | 0,9354    |
| 0,01      | 0,01      | 0,9425 | 0,9673 | 0,0415  | 0,8854 | -         |
| 0,1       | 0,1       | 0,8606 | 0,9184 | 0,0133  | 0,7515 | -         |

Les mesures de conductivitat permeten calcular el grau de dissociació i mitjançant la relació amb la constant d'equilibri, que s'ha vist més amunt, es poden calcular les corresponents constants d'equilibri. L'equació que s'obté s'anomena llei de dilució d'Ostwald: